# 深圳日本人男児刺殺事件
深圳日本人男児刺殺事件（しんせんにほんじんだんじしさつじけん）は、2024年9月18日に中華人民共和国広東省深圳市南山区で、当時10歳の日本人の男児が刺殺された殺人事件である。犯人の男は2025年1月24日に開かれた初公判にて死刑判決を言い渡され、確定した。

## 発生前夜の中国

### 外国人襲撃・児童殺傷事件等の頻発
2024年4月3日、蘇州市で日本人男性が切りつけられて負傷（蘇州日本人男性切り付け事件）、6月10日に吉林市の公園で米国人の大学教員が刃物で刺され負傷（吉林市北山公園刺傷事件）、6月24日に日本人母子が負傷し中国人女性の胡友平が死亡（蘇州日本人学校スクールバス襲撃事件）するという、外国人襲撃事件が立て続けに起こっていた。
また、9月3日に山東省泰安市の仏山中学でバスを待って並ぶ子供たちの列に暴走したスクールバスが突っ込み11人死亡13人負傷という事件が発生し、9月10日には湖北省武漢で通学中の子供たちの列に暴走車が突っ込み子供たち大勢が血まみれで倒れてる動画や写真がネットで拡散されていた。これらの事件は、5月20日に江西省鷹潭貴渓の小学校で女が次々と刃物で子供たちを切りつけ少なくとも2人死亡10人負傷、5月21日四川省自貢市の路線バスで52歳の男が乗客を次々と刃物で襲い3人負傷、5月23日湖北省孝昌市郊外の農村で男が80歳代の母親を含め村人を次々とナイフで襲い8人死亡1人負傷などの無差別襲撃事件とあわせて、社会への不満を原因とする「社会報復性テロ」ではないかと噂になっていたが、中国共産党当局は事件の背景や犯行動機を調査せずに報道を規制しているという状態であった。

### 反日教育の影響と反日ヘイト動画の存在
中国の交流サイト（SNS）上では、「日本人学校は治外法権の中で対中工作のスパイが養成されている」などという悪意や偏見に満ちたデマを主題とした、何百本という膨大な数の動画であふれており、これらを信じて行動を起こす中国人の存在が指摘されていた。中国のネット上には「日本人学校はスパイ養成所」などのデマ動画を信じて、「日本人学校廃止」を主張したり「日本鬼子の学校」などと日本人を蔑視したり攻撃する投稿がなされている。中国SNSの微信（ウィーチャット）の人気アカウントの分析では、「日本人学校の撤去」を宣伝する動画には大きく4種類に分けられるといい、「１．中国国内の日本人学校の外観を示すもの。２．「中国は全国で日本人学校の撤去を決定した」と紹介するフェイクニュース。３．日本人学校がスパイを育成しているというデマ拡散動画。４．排他的民族主義による憎悪を宣伝し、日本人学校の撤去を呼びかける感情的な糾弾」のタイプが存在するとされている。同アカウントによると快手に事件当時「日本人学校の撤去」に関する278本の仇日（日本を恨む）動画が無規制のままネット上で公開されており、「いいね」は累計230万件超、最も「いいね」が多い仇日動画は32万7000件超、上位5本の動画は「いいね」が10万件超、「いいね」1万件超の動画は39本という人気ぶりであるという。さらに、日本人に危害を加えることに賛同の意思を示す書き込みも多く見られる状態であるという。
日本人学校をターゲットとしたデマ動画の拡散の影響もあり、2020年前後から、中国人により、日本人学校や児童らに投石を行ったり盗撮するなどの嫌がらせが頻発していた。垂秀夫が駐中華人民共和国日本大使として幾度となく、中国共産党へ日本人学校に関するデマや中傷動画の削除を要望したが、中国側は一度も削除に応じることなく無視したままであった。
中国SNSの微博（ウェイボー）では、2024年6月24日の蘇州日本人学校スクールバス襲撃事件以降、「ここ十数年、ただでさえ教育レベルが極めて低い民衆に向けて抗日神劇（中国に攻め込んだ日本軍を撃退する中国側を、荒唐無稽な筋立てで描いたドラマ）を大量に放送している。さらに、抖音や快手では極端な民族主義の宣伝が制限なしで投稿されている。おかしくならないわけがない」などという、日本人児童襲撃事件と「抗日神劇」の関連性を推測する投稿がなされていた。

### 「国恥日」における反日感情の高まり
事件が起こった9月18日は、「柳条湖事件（1931年9月18日勃発）の屈辱を忘れてはならない」という意味で「国恥の日（国辱の日）」と呼ばれる。反日・仇日情緒が高まる特別な日で、毎年各地で記念イベントが開催される。
事件が発生した瀋陽では毎年9月18日午前9時18分に防空警報が鳴りひびき、車道を走行する車が一斉にクラクションを鳴らすことで「日本になめさせられた屈辱、辛酸を忘れない決意を表明する」というイベントが開催される日であった。
また犯行日は、旧日本軍731部隊による生体実験などの「戦争犯罪」を暴くとする映画「731」の予告編が公開された日でもあった。

## 事件の発生

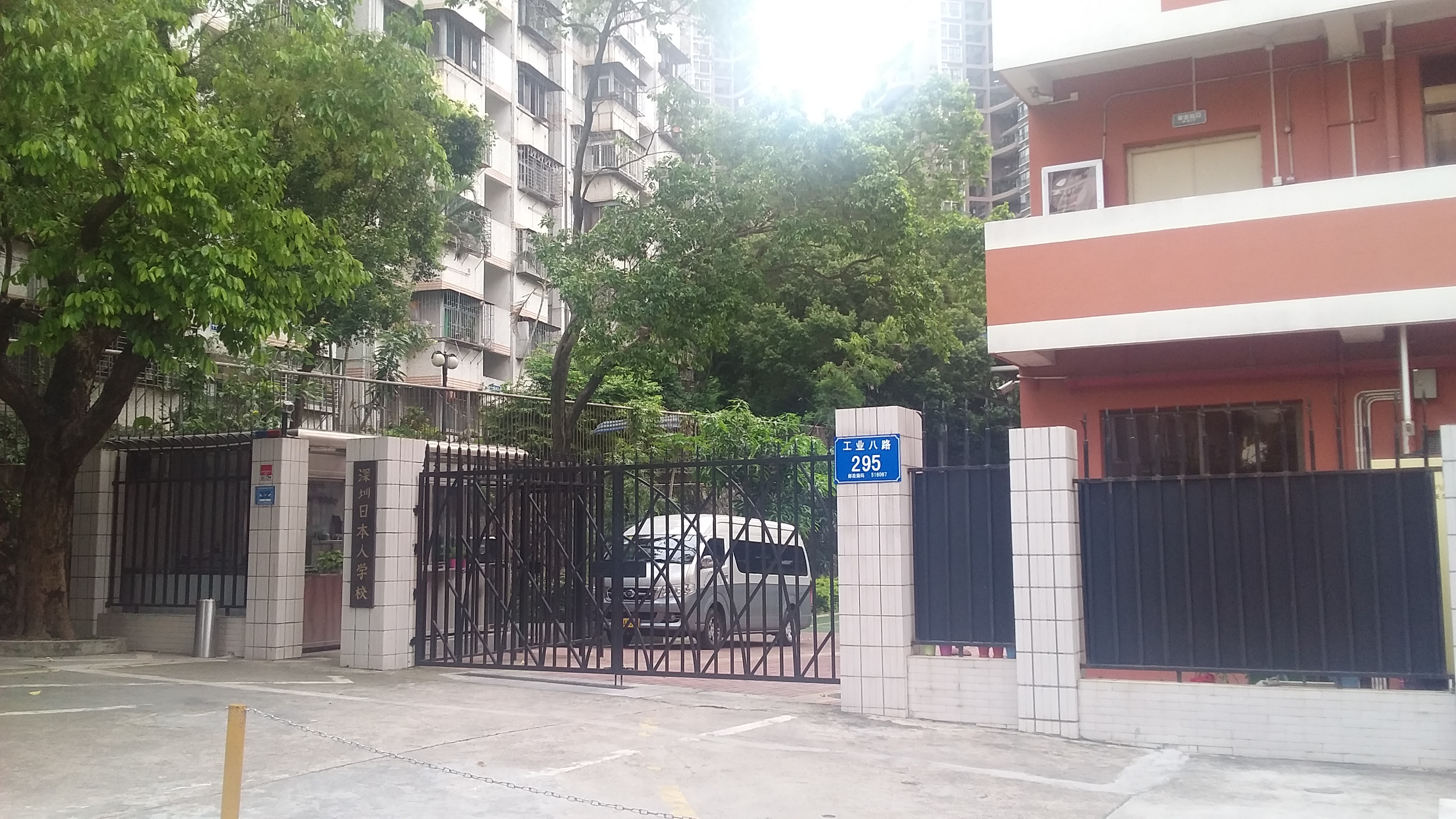
深圳日本人学校

そうした背景もある中、2024年9月18日午前7時55分頃、深圳日本人学校に通う日本人男児A（当時10歳）が、母親に付き添われて登校中、同校の校門200メートル手前のあたりで、犯人の男Z（当時44歳）に刃物で襲撃された。
襲撃された男児は、日本人と中国人の混血児であり、両親はそれぞれ、日本国籍と中国国籍を保有していた。
被害の状況について目撃情報によると、男児Aは腹部や大腿部をめった刺しに刺され、内臓が露出していたという。
母親の手は血まみれになり、「うちの子がなにか悪いことをしたの？助けて」と中国語で叫んでいたとされる。
Zはその場で逮捕された。午前8時5分に救急車が到着し、男児Aは8時15分に蛇口人民医院に搬送され、深圳市人民医院・深圳市児童医院・香港大学深圳医院・華中科技大学協和深圳医院・広州市婦女児童医療センターの多くの専門家らが協力して治療に当たったが、9月19日の未明（午前1時36分）、男児Aは死亡した。
犯行現場の、深圳日本人学校の門前には、「暴力反対、平和万歳」と書かれた花束などが献花されたが、警備員によってすぐに撤去されている。
犯人の男Zは現場で逮捕され、同年12月27日、中国の検察機関により起訴されたことが発表された。

## 犯行動機
駐中華人民共和国日本大使の金杉憲治が事件当日に中国側から受けた説明によれば、Zには前科があったということだが、動機など詳細については言及されていない。中国外務省副報道局長の林剣は記者会見において「男児が亡くなったことに哀悼の意を表する」としたが、動機などについては触れていない。週刊文春は、容疑者は前科2犯の44歳無職の漢族の中国人であると報じている。2015年に電信設備の破壊事件を起こし、2019年には虚偽の事実によって公共の秩序を乱したために検挙された。
福島香織は、3か月間に日本人学校の児童を襲撃した事件が2回も起こっていることから今回の事件も偶然ではなく、「日本人を狙った事件である」と多くの人が認識していると述べている。また、中国における「社会の不満が日本や日本人に向きやすい政治的歴史的背景」の存在も指摘している。
藤和彦は、今回の犯行の要因の一つとして「中国国内の経済事情の悪化」を挙げ、日本人が不満のはけ口として怨嗟の標的にされた可能性を指摘している。
週刊文春では、容疑者が、反日感情が高まりやすい国辱の日を選んで犯行をおこなった可能性について報じている。
スポーツニッポンでは、容疑者と児童は面識がないために個人的な恨みとは考えられず、私服で登校する日本人児童は制服の地元児童と容易に見分けられることから、日本人児童を狙ったという認識が日本側で強まっていると報じている。
安田峰俊は、2021年頃から中国で流行しているインターネット・ミーム「献忠学」の影響を指摘している。

## 裁判・死刑執行
2025年1月24日、深圳市中級人民法院にて初公判が行われ、犯人の男に対し故意殺人罪により死刑判決が言い渡された。
4月21日、中国外務省が北京の在中国日本大使館に犯人の男Zの死刑を執行したことを連絡した。執行日は明らかにされていない。

## 両国政府の対応

### 中国当局
18日、中国外交部定例記者会見で、事件発生について林剣が発表した。
19日、深圳市副市長羅晃浩・深圳市教育局長鄭秀玉・深圳市外事弁公室主任曹賽先・深圳市南山区区長李小寧ら4名は、男児Aの遺族の意向を尋ねた上で遺族の自宅を訪問し、見舞と哀悼の意の表明をおこなった。

#### 反日SNS投稿への対応
事件直後、SNS微博のコメントは、犯行を中国の反日教育や仇日感情と関連づけて批評する中国人が多くみられる状態となる。
21日、中国SNSのモバイル向けショートビデオアプリの快手（クアイショウ）は、「虚偽の有害情報を広めたり、日本との対立を扇動する違反行為」を発信する違反アカウント90ほどを処理したことを発表した（ただし、他の動画サイトではデマ投稿が拡散されたままである）。
23日に北京で、外務副大臣の柘植芳文が、中国外務次官の孫衛東と会談し、深圳の事件に関して中国のSNSでの「日本人学校関連のものを含む根拠のない悪質で反日的な投稿」に関する取り締まりの徹底を求めている。中国外務省の林剣は「中国にいわゆる『仇日教育』はない」と主張し、取り締まりを拒否している。これに対し、柘植は「再発防止のためにも特に犯行の動機解明は極めて重要であり、これが解決されない限りは前に進めない」と述べている。
四川省の副県長とみられる人物が 「罪の無い人を殺したのではない」「殺されたのは日本の子どもだ」「我々の規律は日本人を殺すことだ」とインターネットのグループチャット上にヘイト的な投稿をしたとして中国でも批判が起き、発言者は当局の調査を受けている。
北京師範大学政府管理研究院院長の唐任伍は、中国のSNSに対して「さらに踏み込んで反日感情を扇動したり、虚偽のデマを流布したりした者を法律によって処罰すること」を提案している。唐は、「民間では強い不満を持つ若者やポピュリストがSNSを利用して対立を扇動していることは事実」であり「それは悪い行為」であると認めた上で、「不満を持つ若者による極端な言葉や内容がアクセスを集めることは、民衆の間に攻撃的な気分が存在することを示しており、生活で挫折した人が、極端な言動に刺激されて自らが極端な行為をする可能性は高い」と述べている。

### 日本政府
事件が発生した18日、内閣官房副長官の森屋宏が事件について記者会見で発表した。19日、男児Aが死亡したことを受けて、総理大臣の岸田文雄は、訪問中の石川県内灘町に於いて、「極めて卑劣な犯行であり、重大かつ深刻な事案」であると非難し、事件から1日経過していることを受けて一刻も早い事実関係の説明を求めた。

#### 外務省
外務省では18日、外務事務次官の岡野正敬が駐日中国大使の呉江浩を外務省に呼び出し、「深刻な憂慮」を伝えた。
翌日、男児Aの死亡が発表されると、外務大臣上川陽子は、「登校中の児童に対して卑劣な行為が行われたのは誠に遺憾」であり「極めて重く受け止めている」と述べ、翌20日には外務省の政務三役の訪中調整を発表し、文部科学省とも連携し対応を検討するとした。22日、発表の通り外務副大臣の柘植芳文が北京を訪問、翌23日に中国外交部副部長の孫衛東と会談し、事件の説明・再発防止・安全確保策を求めた。同じく23日、上川外相は羽田空港で4300万円を全中国国内に12ある日本人学校の安全確保のためスクールバスや通学路などの警備強化費用として拠出することを発表し、そのままニューヨークを訪問、日本時間の24日に上川外相自らが中国外交部長の王毅と会談し、次の三点を強く求めた。
1. 犯人の動機を含む、一刻も早い事実解明と日本側への明確な説明、さらには犯人の厳正な処罰と再発防止
2. 中国に在留する日本人、とりわけ子どもたちの安全確保のた めの具体的措置
3. 日本人学校に関するものを含む、根拠のない悪質で反日的なSNSの投稿等は、子どもたちの安全に直結し絶対に容認できないとして、早急な取り締まりの徹底

これに対して王毅は、中国側の立場を改めて述べた上で、この事件を「我々も目にしたくない偶発的な個別事案」であり、法律に則って処理すると返答した。
渡航情報については、外務省は19日にスポット情報として「凶悪犯罪に対する注意喚起」を発表したが、危険情報の引き上げについて「現段階では見直しの検討はしていない」とした。ただ、同省海外邦人安全課は、レベル0だからリスクゼロということではなく、この事件も検討材料になる旨は明示している。
在広州日本国総領事館総領事の貴島善子は「非常に残念で悲しく、ご家族のことを思うと言葉もない」と悔やみ、「中国側に引き続き邦人の安全確保を求める」とした。

#### 文部科学省
文部科学大臣の盛山正仁は、男児Aの訃報を受けて次の談話を発表した。
盛山文科相は、22日に日本人学校の生徒・保護者の相談や心のケアに対応するため文部科学省職員1名とスクールカウンセラー1名を現地に派遣した。

## 政界の反応

### 自由民主党総裁選挙立候補者
事件発生時は2024年自由民主党総裁選挙の最中であり、外交・安全保障問題に関わるものだとして各候補者もこの事件に言及した。
- 高市早苗は、中国政府に対して「滞在中の日本人の安全を守る為の具体的な対策を示」すことを求めると共に、反スパイ法の曖昧な運用基準を指摘し、「拘束されている日本人の早期解放を求め」た[X 1]。21日には、中国政府に謝罪を求めた上で改めて日本人を守る具体策を示すことが最低限必要であるという考えを示した[* 38]。
- 小林鷹之は、「許されることはない」と語り[* 39]、中国政府に対して「日本人の安全確保を徹底的に強く求め」、「総理総裁になれば、スクールバスの警備費増強など、日本人学校の警備体制強化や日本人の安全確保に万全を期」すことを約した[X 2]。
- 林芳正は、中国政府に対して「徹底した真相・背景の説明、再発防止を要求」し、日本政府として「邦人保護のための警備強化などを行」うとした[X 3]。
- 小泉進次郎は、中国当局に対して「事実関係の究明と再発防止、在留邦人の安全確保に万全を期すよう強く要請」するとした[X 4]。
- 加藤勝信は、6月の蘇州日本人学校スクールバス襲撃事件にも言及しつつ、日本政府に対して「邦人保護に万全を期すことを求め」、「中国当局に対して事件の真相の徹底的な究明、再発防止に向けた具体的な対策の実施、中国全土における邦人保護の強化を強く申し入れるべき」だとした[X 5]。
- 河野太郎は、「中国国内の日本人家族の帰国を促さなければならな」くなる前に中国当局に「しっかりとした対応を求め」るとし、「日本政府としても、可能な安全対策を実施する必要」があるとした[X 6][* 39]。
- 石破茂は、第六回選対会議で黙祷を捧げ[X 7]、「日本人の安全は決して楽観を許す状況ではない」という旨を述べた[* 39]。
- 茂木敏充は、「捜査当局によるしっかりとした捜査がされる事を強く求め」るとし[X 8]、街頭演説でもこの内容に触れた[X 9]。

### 立憲民主党代表選挙立候補者
自由民主党同様、2024年立憲民主党代表選挙中の各候補者も言及した。
- 野田佳彦は、事件が起きた背景、なぜ犯行に及んだのかを把握しなければならないとし、「二度とこういうことが起こらないように中国には強く求めたい」と述べた[* 40]。
- 枝野幸男は、日本政府に「毅然とした姿勢で臨むこと期待」するとともに、中国政府に「犯人への厳罰、事件の全容解明、再発防止を厳しく求め」るとした[X 10]。
- 泉健太は、「背景、理由等は不明だが、日本人の安全確保、徹底捜査など、中国政府には厳重な対応を求める」とした[X 11][* 39]。
- 吉田晴美は、「中国政府に対して徹底的な原因究明と再発防止を求め、邦人の安全確保を最優先に対応するよう、政府、外務省にに強く申し入れ」るとした[X 12]。

### 国政政党
- 公明党副代表北側一雄は、記者会見に於いて日中関係に大きな影響を与えるとして「事件の背景・動機をしっかり捜査してもらいたい」と求めた[* 39]。
- 国民民主党党首玉木雄一郎は、「中国当局に対して、事件の背景や真相の究明、そして、中国全土における邦人保護に万全を期すよう強く申し入れるべき」としたうえで[X 13]、犯行が反日教育に起因する可能性も否定できないとして「十分な対応が取られないなら、政府は、渡航自粛勧告や駐在員の帰国要請を出すなど、邦人保護に万全を期すべき」だとした[X 14][* 39]。
- 教育無償化を実現する会代表前原誠司は、中国外務省報道官の「このような案件はいかなる国でも発生する」という発言に対して怒りを覚えるとしたうえで、中国政府への毅然とした対応を求めた[X 15]。
- 社会民主党党首福島瑞穂は、「なぜこのような事件が起きたのか真相を明らかにし、二度とこのような事件が起きないように努力」するとした[X 16]。

### 政府関係者
- 参議院外交防衛委員会委員長小野田紀美は、「渡航するうえでの危険性の周知」について言及した[X 17]。
- 参議院外交防衛委員会筆頭理事小西洋之は、外務省に対して、「（中国政府に）厳正な対処と現地日本人の安全確保と不安解消の取組を強く求めるよう要請」した[X 18]。
- 元防衛大臣小野寺五典は、蘇州の事件・靖国神社の落書き事件などを含めて「中国政府による反日教育によるものが根底にあるとすれば深刻」とし、政府に対応を要請した[X 19]。
- 元駐豪大使山上信吾は、「江沢民以来の反日教育、習近平の下での戦狼外交、そして岸田政権の媚中外交、無為無策がひとりの日本人児童の貴重な命を奪ったと認識すべき」と指摘した[X 20][* 15]。
- 前駐中大使垂秀夫は、日本人を襲撃する事件は大使時代に最も重視し心から発生を心配していた事案であって数年前からいつ起きてもおかしくない状況であったと振り返り、「今回の事件は起きるべくして起きてしまった」と述べた[* 41]。また、中国側に個別事案で片付けるという「居直った対応を放置せず」強く訴えるべきと語った[* 42]。

## 世間の反応

### 中国公式発表への反発
前駐中大使の垂秀夫は、中国政府が「偶発的な事案」と言い続けると予測した上で容認したり、同意してはならないし、「どこの国でも起きうること」で済ませられないという旨の主張をしている。SNSへの対応も含め、中国に「このままでは日本企業が家族帯同で社員を赴任させられない」と言い続ける必要性があると述べている。
元毎日新聞社報道局長・解説委員長の飯田和郎は、日本人は「同じような事案はどの国でも起こる」などと言った場合には「それは言い訳か」「『安全だから歓迎します』なんて今言うか！」との受け止められることが通常であるために絶対にそのような発言はしない、「我が子を失った両親、同情を寄せる日本の人々の感性に思いが至ってない」と批判している。
米国の通信社記者は、「犯行動機がつかめていないのなら、どうして『個別の事件』と断定できるのか？　スポークスマン、あなたは『動機はわからない』と言いながら、一方で我々に『個別の事件だ』と説明した。これって、矛盾していないだろうか？」と疑問視しており、中国側は「現在の状況から判断した結果」と答弁している。

### 教育界
男児Aが通っていた深圳日本人学校は、19日、保護者説明会を開き、当該週の休校と、翌週以降をオンライン授業にすると決定した。同校校長の塚本昌夫は、14人の警備員を雇ったうえで警察官も校門前や周辺を警備してもらうなど、さまざまな対策を講じてきたが、「こういうことが起きてしまって、とても残念に思って」いると語った。同校には9月20日時点で1000を超える花束が届き、気候を考慮した上で冷房の効いた献花室に花を移した。
同じ広東省に所在する広州日本人学校は、一部活動を停止し、公の場において大声で日本語で会話しないように呼び掛けた。
青島日本人学校では、21日に運動会が開催されたが、この機会を用い、開催前には学校運営理事会役員に対して在青島総領事の斎藤憲二が説明を、開催後には保護者に対して吉田次席領事・森田領事が説明を行った。

### 経済界
深圳は自動車や電子関連部品の日系企業が進出しており、この事件を受けて、トヨタ自動車・村田製作所・伊藤忠商事・三菱商事・東芝が駐在員に対して注意喚起を呼び掛けるなど警戒を強めた。パナソニックホールディングスは、19日に中国に駐在する社員と帯同する家族への一時帰国支援を実施すると発表、カウンセリング窓口を設置し勤務体制についての柔軟な対応を行うとした。

### 言論界
現代中国社会を研究する早稲田大学大学院アジア太平洋研究科教授の青山瑠妙は、深圳市が必ずしも反日感情が高い地域ではないことを指摘し、そこで日本人が襲撃されたことを「深刻に捉える必要がある」と語った。同じく現代中国社会を専門に研究する東京大学教授の阿古智子は、Zの犯行動機について、発生日の9月18日が満州事変の発端となった柳条湖事件の日と同日であり、「この日なら許される」といった反日・抗日思想が背景にある可能性も捨てきれないという考えを示した。
国際政治学者の六辻彰二は、ヘイトクライムではないかという指摘があることに対して「「日本人だから狙われた」と明らかにされない以上、中国政府は「ヘイトクライムではない」と主張できる」とコメントしたうえで、さらに中国国内で外国人が襲撃される事件が急増していることを指摘し、その背景として習近平政権によるナショナリズムの鼓舞と経済状況の悪化を挙げている。
福島香織は、蘇州日本人学校スクールバス襲撃事件以降「中国において日本人は暴力事件のターゲットになりやすい」という注意喚起をし、再発防止策をとり、9月18日の国恥日は日本人学校を休校にするなどの徹底していれば、今回のような事故を防ぐことができたかもしれないと主張している。「習近平政権は日本との経済関係を配慮して、反日世論を抑えようという考えはない」として、今後も「中国人社会全体がより日本人に敵意を向けやすいムードに染まっていく」と懸念しており、「反日、仇日、日本敵視の宣伝、教育、世論誘導をやめさせないかぎり、またこういう事件が起きうる」と断言している。
藤和彦は、9月18日付クーリエ・ジャポンで、中国では「経済がダメになると人間の気性は荒くなる」と報じられているとし、「中国で活動する日本人が怨嗟の標的にされる可能性はますます高まっている」と述べている。

## 国際社会の反応
台湾
19日、台湾の外務省に当たる外交部が哀悼と見舞の意を表明し、中国渡航時の安全注意を呼び掛けた。20日、行政院長の卓栄泰は男児Aとその遺族に哀惜の意を表明し、中国への渡航について拒絶も反対もしているわけではないとしつつも渡航時の警戒強化を呼びかけた。